# Ängsjordmyra
Ängsjordmyra (Lasius umbratus) är en myrart som först beskrevs av Nylander 1846.  Ängsjordmyra ingår i släktet Lasius och familjen myror. Arten är reproducerande i Sverige. Inga underarter finns listade i Catalogue of Life. Arten grundar nya samhällen genom att drottningar tar sig in i bon av andra myror av släktet Lasius (oftast L. niger, men även L. psammophilus och L. brunneus) och dödar drottningen, arbetarna i kolonin hjälper sedan till att föda upp hennes avkommor, och när den parasiterade artens arbetare med tiden dör, övergår kolonin till att bli en ren koloni av ängsjordmyror. Fenomenet kallas temporär social parasitism. I sin tur kan ängsjordmyrans koloni bli parasiterad av blanksvart trämyra, Lasius fuliginosus, detta är då ett fall av hyperparasitism.

## Bildgalleri

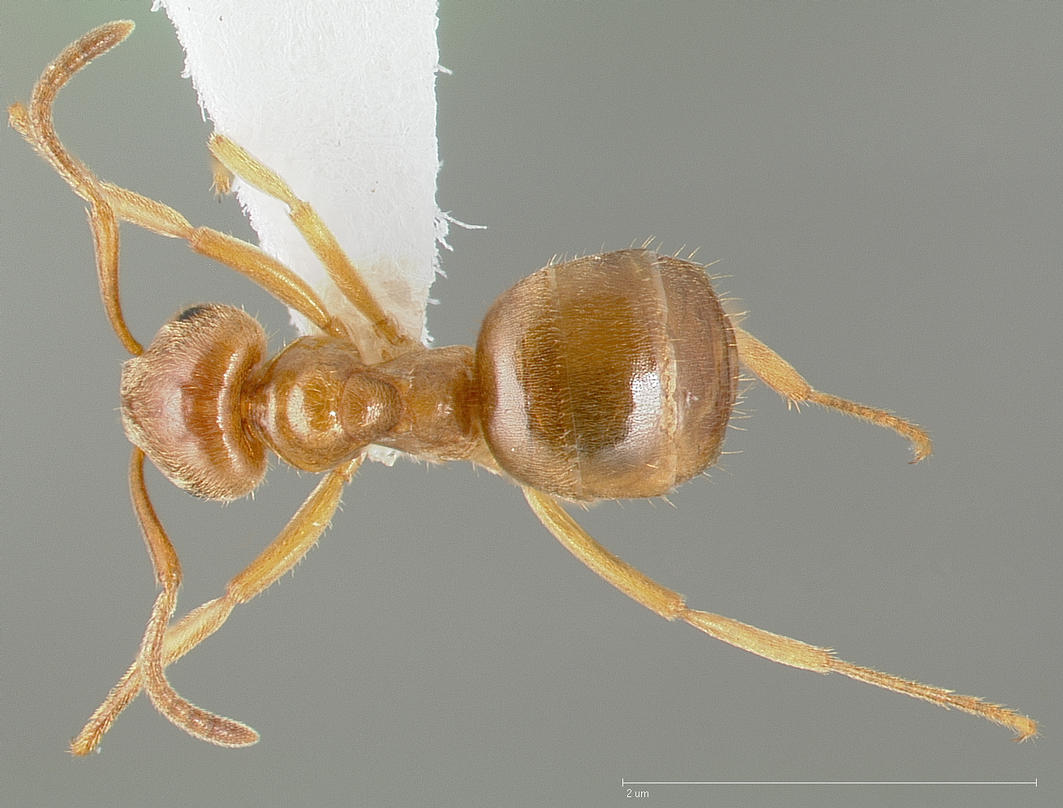
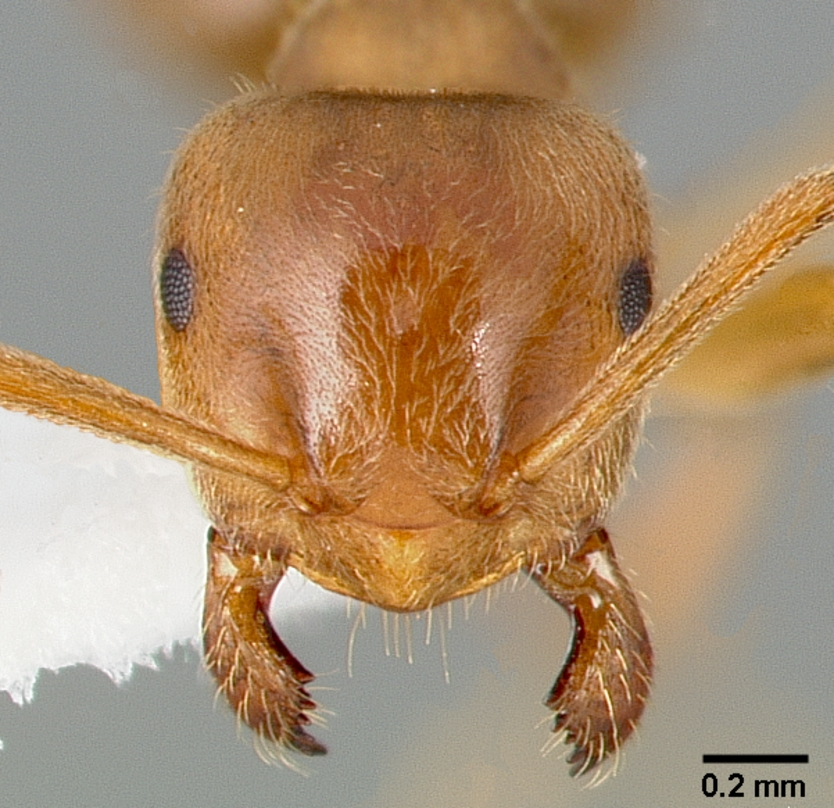
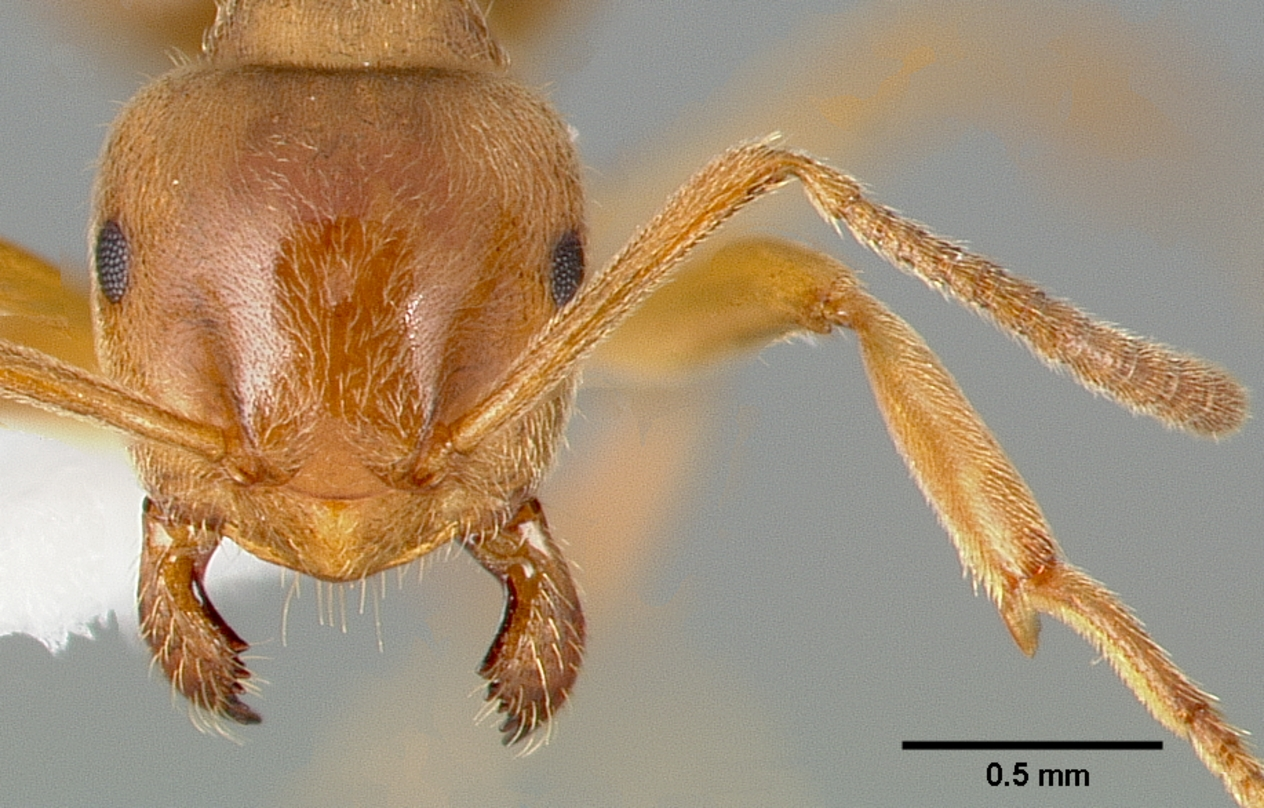
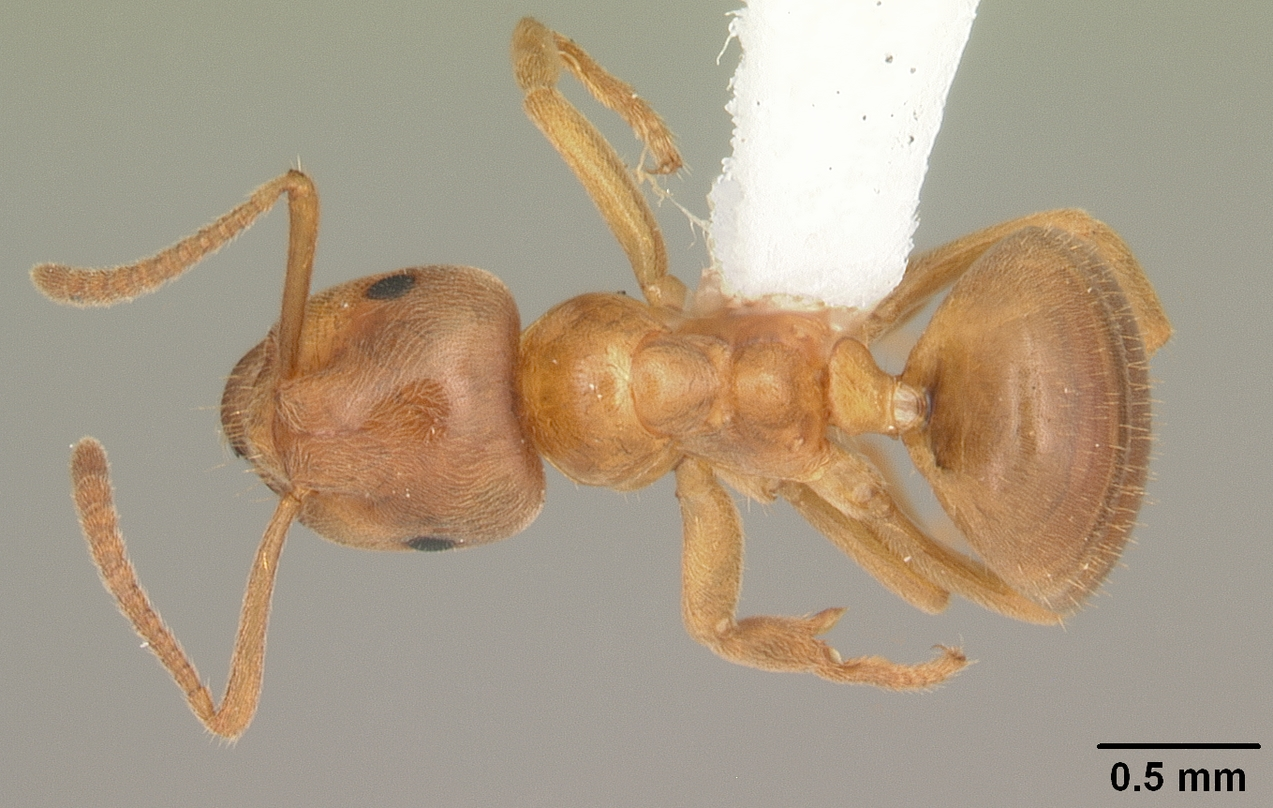
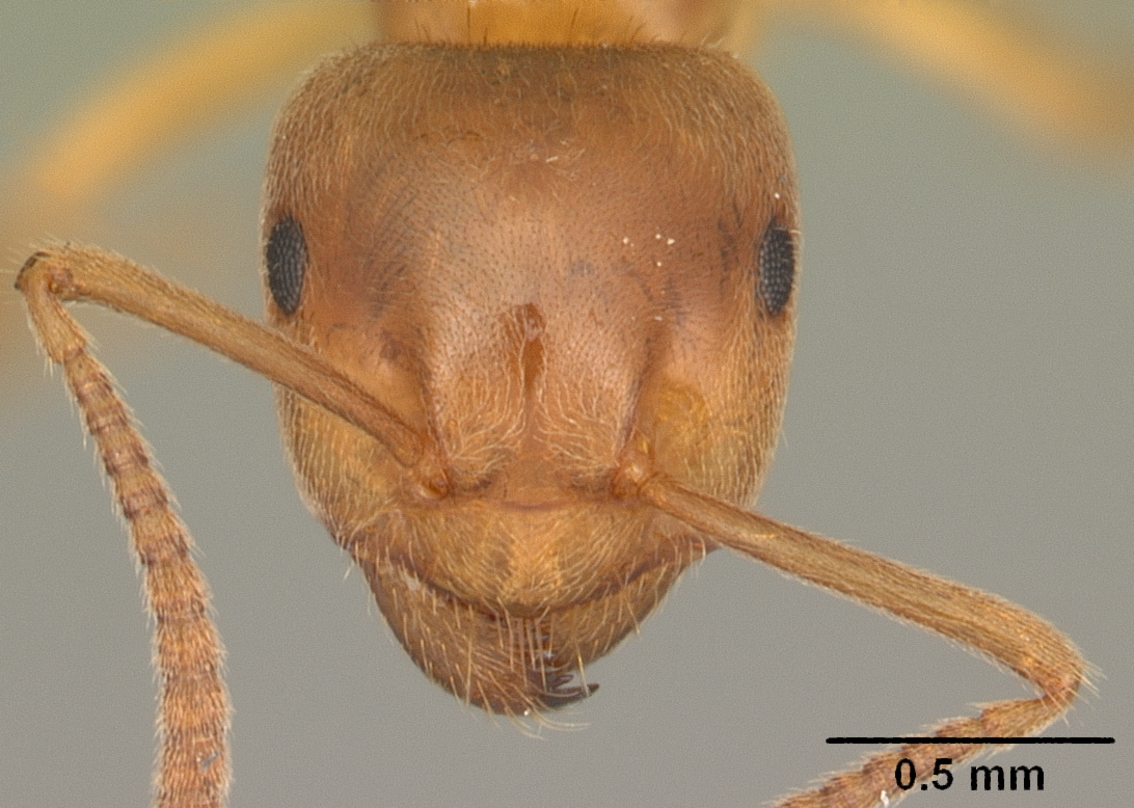
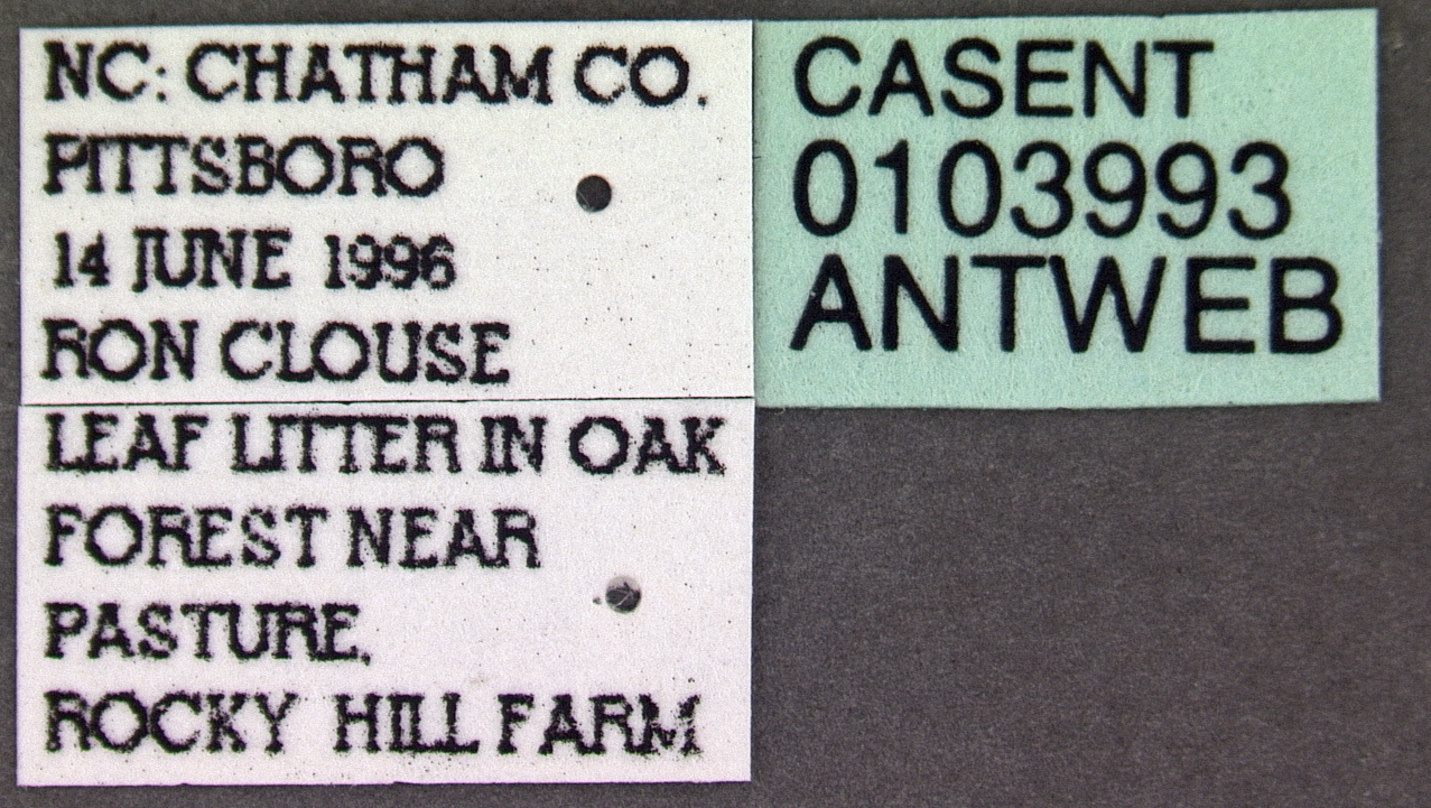